# Fernand Mège
Pour les articles homonymes, voir Mège.
Jean Ferdinand dit Fernand Mège est un avocat et homme politique français né le 18 décembre 1847 à Clermont-Ferrand (Puy-de-Dôme) et décédé le 6 mai 1925 à Paris.

## Biographie
Il participe à la guerre de 1870 dans la 3e compagnie du bataillon des mobiles d'Ambert ; élu capitaine en septembre 1870, il est engagé dans la défense de la capitale jusqu'en janvier 1871.
Avocat à Clermont-Ferrand ou à Paris (selon la période), fils de Jacques Mège, député et ministre de l'Instruction publique sous le Second Empire, il est candidat aux élections législatives sous l'étiquette de l'Appel au Peuple, le parti bonapartiste, et l'emporte sur Antoine Blatin. Il est député du Puy-de-Dôme de 1889 à 1893. Battu en 1893, il quitte la politique et vit à Paris.
Il est inhumé dans le caveau de la famille Mège au cimetière des Carmes de Clermont-Ferrand.
Un prix de l'Académie des sciences, belles-lettres et arts de Clermont-Ferrand porte son nom.